# Walter Baldwin

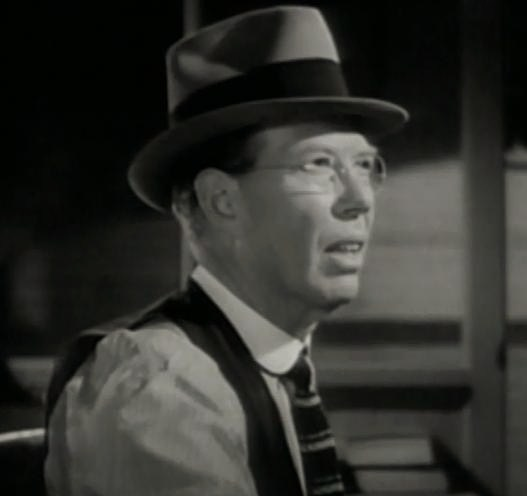
Walter Baldwin.

Walter Baldwin, född 2 januari 1889 i Lima, Ohio, död 27 januari 1977 i Santa Monica, Kalifornien, var en amerikansk skådespelare. Baldwin känns främst igen för sin roll i De bästa åren 1946 där han spelade far till en krigsskadad soldat. Han gjorde många filmroller under 1940-talet och 1950-talet, men sällan större sådana. 

## Filmografi, urval
- 1940 – Änglar över Broadway (ej krediterad)
- 1941 – Inled oss icke i frestelse (ej krediterad)
- 1942 – Ringar på vattnet (ej krediterad)
- 1944 – Blixtkär (ej krediterad)
- 1945 – Under falsk flagg (ej krediterad)
- 1946 – De bästa åren
- 1946 – Kärlek som aldrig dör (ej krediterad)
- 1946 – Fallet Martha Ivers (ej krediterad)
- 1946 – Fåfäng var min dröm (ej krediterad)
- 1947 – Icke misstänkt
- 1948 – Ond stad
- 1949 – Nunnan och spelaren (ej krediterad)
- 1950 – Dussinet fullt (ej krediterad)
- 1952 – Solnedgång